# Knebelpres
Et knebelpres (også omtalt som årepres eller tourniquet) er et medicinsk hjælpemiddel til midlertidigt at standse blødninger i kroppens ekstremiteter.
Et simpelt knebelpres består af en gummislange der er anlagt rundt om en ekstremitet og fikseret med en løsbar knude. De fleste moderne knebelpres består af et cirka to centimeter bredt elastisk tekstilbånd der kan åbnes og lukkes med et enhåndsbetjent metal- eller kunststofspænde og kan fås i både engangs- og genbrugelige versioner.
Den første brug af et knebelpres var i Frankrig i 1718 da Jean Louis Petit (1674-1750) benyttede et knebelpres i form af en gjord, der med en skrue blev strammet omkring ekstremiteten i forbindelse med amputationer.